# Хазаи, Самуель
Барон Самуель Фрайхерр фон Хазаи (венг. Samu Hazai; 26 декабря 1851, Римавска-Собота, Королевство Венгрия (ныне Словакия) — 10 февраля 1942, Будапешт, Венгрия) — венгерский военный и государственный деятель, Генерал-полковник, министр венгерской народной обороны (министерство гонведов, 1910—1917). Известен, как старший офицер в армии Габсбургов еврейского происхождения.

## Биография
Родился как Самуил Хон. После того, как его отец принял христианство, он также изменил своё имя на Хон-Хазаи. В 1876 году окончательно принял имя Самуель Хазаи.
Образование получил в военной академии «Людовика» в Будапеште. В ноябре 1874 г. выпущен кадетом 51-го пехотного батальона Королевского венгерского гонведа. В 1876 году — лейтенант. С 1879 по 1881 год обучался в Австро-венгерском военном училище в Вене, которое окончил с «отличием» и получил звание первого лейтенанта (1883). В 1889 году направлен на службу в Королевский венгерский гонвед, венгерское министерство обороны, где провёл бо́льшую часть своей военной карьеры.
В 1895 году стал майором, в 1897 году — подполковником, в 1900 году — полковником, в 1907 году получил чин генерал-майора. В 1902 году командовал курсами офицеров штаба Ландвера. В 1910 году Хазаи был назначен министром венгерской народной обороны Транслейтании (министерство гонведов) и произведён в звание фельдмаршал-лейтенанта. На этом посту активно занимался улучшением подготовки офицерского состава, стремился увеличить бюджет министерства.
В 1912 году получил от императора титул венгерского барона. В начале Первой мировой войны был произведен в генералы от инфантерии. В 1916 году император назначил его полковником-шефом 46-го пехотного полка.
В 1917 году Хазаи был уволен новым императором Австрии Карлом I с поста министра обороны, и посвятил большую часть времени своей новой работе в качестве начальника военной логистики. Получил звание генерал-полковника.
После распада монархии переехал в Будапешт, где прожил до своей смерти в 1942 году.

## Награды
- Военная медаль за заслуги в бронзе (Австро-Венгрия, март 1900 г.)
- Орден Железной Короны 3-го класса (Австрия, июнь 1904 г.)
- Рыцарский крест австрийского ордена Леопольда (Австрия, 10 апреля 1908 г.)
- Большой Крест Военных заслуг (Испания) (Испания, 1909 г.)
- Орден Красного Орла 1-го класса (Пруссия, 1910)
- Орден Князя Даниила I  1-й степени (Черногория, 1910)
- Назначен Тайным советником (декабрь 1910 г.)
- Орден Железной Короны 1-го класс (12 августа 1913 г.)
- Военный Крест военных заслуг 1-го класса (Австро-Венгрия, 3 февраля 1915 г.)
- Звезда Почётного ордена за заслуги перед Красным Крестом (1915)
- Железный крест 1914 года, 1-й и 2-й класс (Пруссия, 1915)
- Большой крест ордена «За военные заслуги» с мечами (Бавария, 1915)
- Большой Крест ордена Леопольда (июнь 1916 г.)
- Большая военная медаль за заслуги в золоте (25 ноября 1916 г.)
- Большой крест ордена Вюртембергской короны (Вюртемберг, 1916)
- Большой Крест с мечами и золотой звездой Ордена Альберта (Саксония, 1916)
- Орден Меджидие 1-й степени (Османская империя , 1917)
- Галлиполийская звезда (Османская империя, 1917)
- Золотая медаль Имтияз (Османская империя, 1917)
- Военный Крест за заслуги 3-го класса с бриллиантами (Австро-Венгрия, 12 августа 1918 г.)